# Вечевой колокол

Устройство подвесного колокола: 1. хомут, 2. корона, 3. голова, 4. поясок, 5. талия, 6. звуковое кольцо, 7. губа, 8. устье, 9. язык, 10. заплечики

Вечево́й ко́локол (др.-рус. вѣчной колоколъ) в некоторых древнерусских государствах периода феодальной раздробленности — предположительно особый колокол, удары которого созывали население города на вече. Первое (вызывающее, однако, сомнение в достоверности) упоминание о колокольном звоне как созыве горожан на вече относится к 1097 году, описывая события в городе Владимире-Волынском. Наиболее часто вечевой колокол упоминается применительно к Новгороду, подобные упоминания встречаются во множестве летописей с 1148 по 1456 год. Также известия о колокольном вечевом звоне встречаются применительно к некоторым другим древнерусским городам; в последний раз применительно к Пскову в 1510 году. Увоз вечевого колокола из города был во многих случаях символическим актом и означал окончательную ликвидацию городских вольностей. У современных исследователей до настоящего времени нет единодушного представления о том, что представлял собой вечевой колокол, — по разным версиям, это мог быть как особый колокол, расположенный в специальных «сенях» вблизи места проведения веча, так и один из колоколов городского собора. Ряд исследователей также обнаруживают определённую параллель между вечевыми колоколами на Руси и вечевым звоном с целью созыва народных собраний в ряде южнославянских городов.

## Термин
В летописях и других исторических документах обычно употребляется термин «вѣчной колоколъ» или «вѣчный колоколъ», однако под этим подразумевается не «бессмертный», а именно «созывающий на вече» (др.-рус. вѣче). Применительно к псковскому колоколу использовался термин «вѣчникъ». В современной литературе принято использование термина «вечево́й ко́локол».

## История

### Летописные упоминания о вечевом колокольном звоне

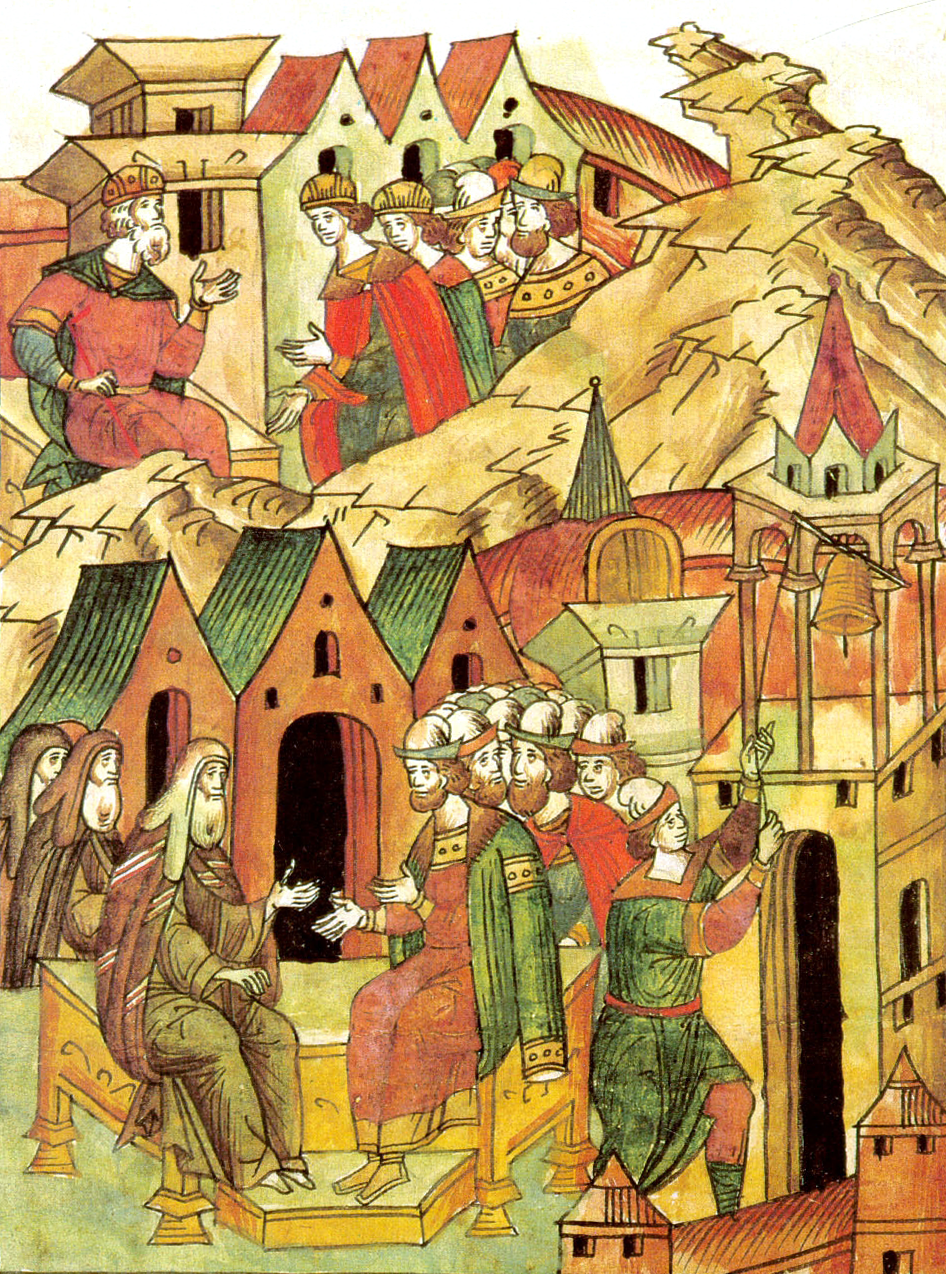
Лицевой летописный свод. Созыв вече в Новгороде

Несмотря на то, что понятие вече появилось на Руси ещё в её киевский период, информация о вечевых колоколах как способе созыва горожан для обсуждения насущных вопросов впервые встречается только в последующий период феодальной раздробленности. Самое раннее упоминание об использовании колокола для созыва веча встречается в ипатьевском списке «Повести временных лет» и относится к событиям 1097 года в городе Владимире-Волынском. Однако в других списках такого чтения нет. По мнению доктора исторических наук, колоколоведа Анны Бондаренко, текст в данном месте был исправлен, и первоначальный вариант «созваша вече» был позднее заменён на «созваниеша вече». Таким образом, нет точных указаний на то, что жители Владимира-Волынского созывались в 1097 году на общее собрание именно при помощи колокола, а не каким-то иным способом.
Наиболее часто звон вечевого колокола упоминается применительно к Новгороду. В Киевском своде той же Ипатьевской летописи содержится эпизод о сборе горожан в Новгороде, относящийся к 1148 или 1149 году, когда князь Изяслав Мстиславич «повеле звонити, и тако новгородци и плесковичи снидошася на вече». О датировке Киевского свода идут споры, однако на сегодняшний день наиболее распространённой является предложенная Алексеем Александровичем Шахматовым датировка 1198/1199 годом, то есть это упоминание вечевого колокольного звона является наиболее древним не только с точки зрения описываемых событий, но и с точки зрения возраста источника. При этом колокольный звон упоминается мимоходом, и это позволяет предположить, что такой способ приглашения горожан к участию в общегородском собрании был вещью обыденной. Гораздо позднее, применительно к 1456 году, в летописях говорится о том, что новгородцы «начата звонити въ вѣчныи колокол» «по обычею … своему», что также является подтверждением распространённости данного действия.
В Новгородской первой летописи упоминаются использования вечевого колокола в 1212, 1218, 1270, 1290, 1299, 1316/1317, 1342, 1346 и 1388 годах. Ипатьевская летопись также сообщает о вечевом колокольном звоне в Новгороде в 1388, 1418, 1456 годах. Анна Бондаренко предполагает, что в Новгороде было два вечевых колокола: первый из них предположительно появился в промежутке между 1136 и 1148 годами и находился на Ярославове дворище, второй — между 1270 и 1290 годами на Софийской стороне. Из упоминавшихся выше известных случаев использования вечевого колокола в Новгороде в 1148, 1218 и 1270 годах использовался колокол на Ярославове дворище, в 1388 и 1456 годах — на Софийской стороне, а в 1290 и 1342 годах — оба колокола.

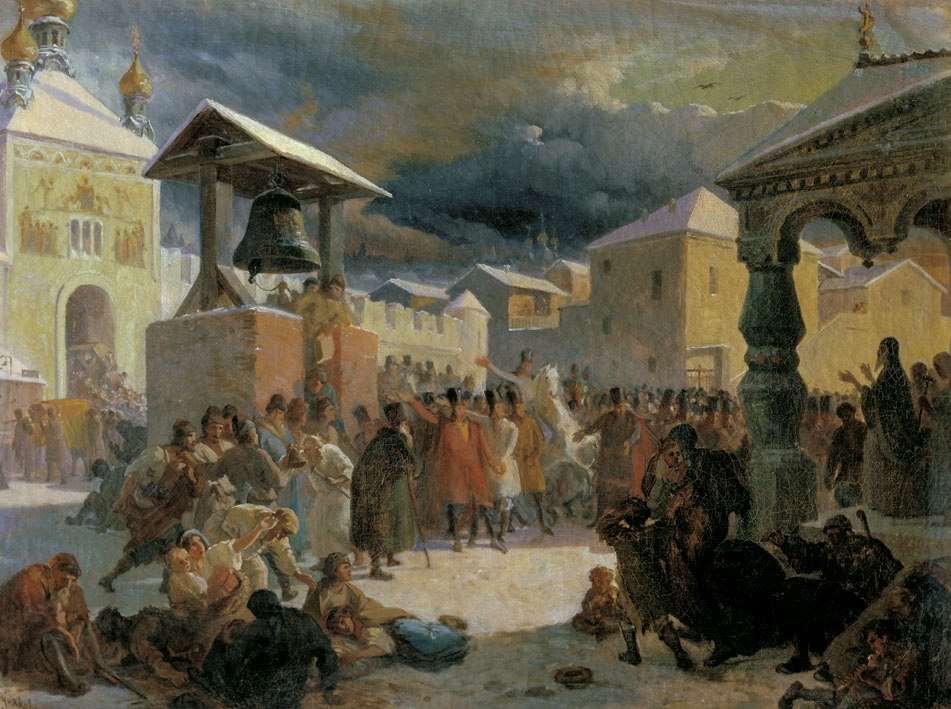
Василий Худяков. Новгородское вече. Вечевой колокол. 1861

Реже в летописях говорится о вечевых колоколах в других городах. В утраченной и известной только по выпискам из неё, сделанным Василием Татищевым, Полоцкой летописи упоминается вечевой колокольный звон в Полоцке в 1217 году. Впрочем, некоторые исследователи считают данный источник неавторитетным поздним фальсификатом.
В Московском летописном своде имеется упоминание о созыве веча при помощи колокола в Ростове и городах Ростовского княжества в 1262 году, результатом чего было изгнание «бесурмен» (откупщиков дани для ордынцев) из Ростова, Владимира, Суздаля, Ярославля и Переславля. Запись о состоявшихся вечах и изгнании «бесурмен» содержится также в Лаврентьевской летописи, которая отличается лишь отсутствием в перечислении городов Переславля, равно как и в десятке других летописей. Однако в первоисточниках присутствует разночтение глагола «изволиша»/«съзвониша», то есть не во всех упоминается колокольный звон.
Тверская летопись сообщает, что в Твери в 1327 году колокольным звоном было созвано вече, переросшее в восстание против ордынского военачальника Чол-хана («Щелкана»), находившегося с войском в городе.
Вторым после Новгорода городом по числу упоминаний о вечевом колоколе является соседний и сходный по государственному устройству Псков. Первое упоминание относится к 1480 году, когда псковские посадники «вече ззвонили». В первой и третьей Псковских летописях содержатся упоминания ещё о двух примерах вечевого колокольного звона в этом городе. Некоторые учёные предполагают, что в Пскове, как и (возможно) в Новгороде, имелись два вечевых колокола («вѣчника») — «большой вечник» и «меньшой, или Корсунский вечник». Последний, возможно, размещался в сенях при Троицком соборе, рядом с которыми созывалось вече.
Вместе с тем, несмотря на укоренившееся мнение о существовании некоего особого вечевого колокола, не все исследователи с этим согласны. Так, историк Павел Лукин цитирует шведского исследователя Юнаса Гранберга, который находит во всём многообразии древнерусских письменных источников лишь пять случаев, содержащих упоминание вечевого колокола: два в Новгороде (в 1456 и 1477 годах), два во Пскове (в 1510 и 1518 годах) и один во Владимире-на-Клязьме (1331 год). По мнению Гранберга, не существовало отдельного вечевого колокола, но в таком качестве использовались обыкновенные церковные колокола Софийского и Николо-Дворищенского соборов в Новгороде и Троицкого собора во Пскове.

### Увоз вечевых колоколов
Вывоз вечевого колокола из побеждённого города в город-победитель представлял собой, вероятно, символический акт, служивший подтверждением победы. По-видимому, первый подобный случай описывается в перечне «А се князи Русьстии» из состава новгородских летописей. Там содержится эпизод, описывающий попытку суздальского князя Александра Васильевича вывезти вечевой колокол из Владимира-на-Клязьме в Суздаль, но, будучи вывезенным, «колоколъ не почялъ звонити, якоже быль в Володимерѣ», после чего князь повелел вернуть его на прежнее место. Описываемые события датируются периодом между 1328 годом (когда Владимирское княжество было разделено между Иваном Калитой и Александром Васильевичем) и концом 1330 — началом 1331 года, когда Александр умер.
По мере централизации Русского государства вече в присоединяемых к Московскому княжеству городах отменялось. В качестве одной из мер по ликвидации прежних вольностей правители Москвы использовали увоз вечевых колоколов в Москву. В 1339 году московским великим князем Иваном Калитой поднявший горожан на восстание тверской колокол был снят со Спасского собора, вывезен в Москву и, скорее всего, помещён на церковь Иоанна Списателя Лествицы в Московском Кремле. Вместе с тем в тексте летописи нет уточнения «вечевой» применительно к данному колоколу, поэтому, возможно, имеется в виду всего лишь самый большой, громкий колокол главного тверского храма, который мог исполнять в том числе и функцию вечевого.

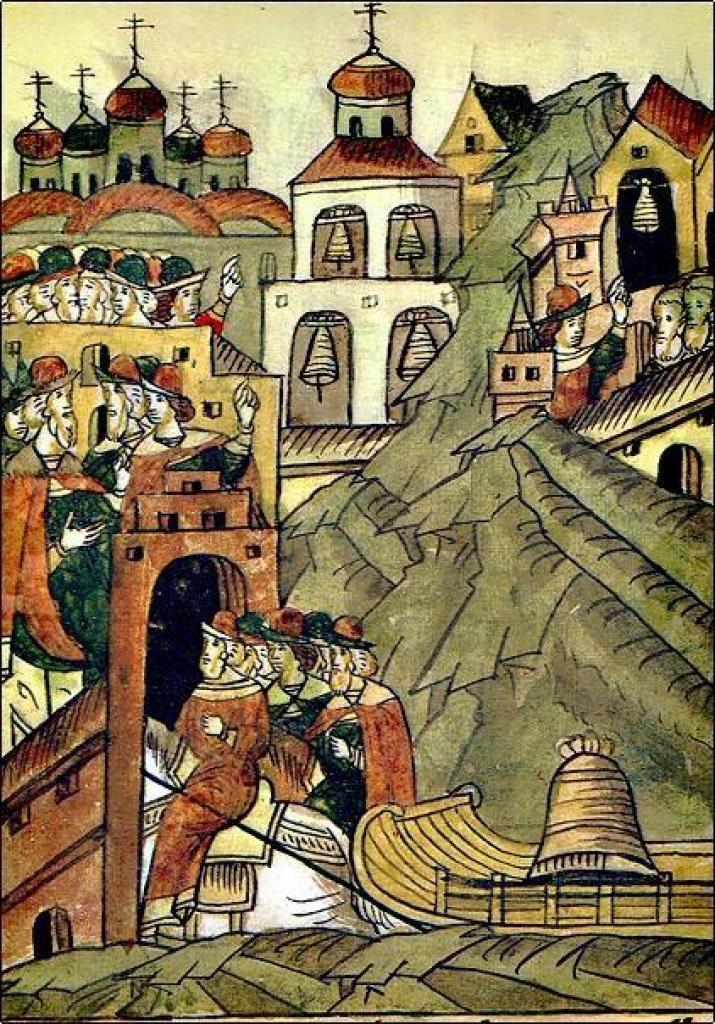
Лицевой летописный свод. Увоз вечевого колокола из Новгорода

В 1478 году после завоевания земель Новгородской республики войсками московского великого князя Ивана III новгородский колокол также был вывезен из города. Об этом сообщают сразу несколько источников: Летописный свод XV века, Летописный свод 1518 года, Софийская первая летопись, Тверская летопись, Московский летописный свод конца XV века, Мазуринский летописец. Автор последнего отмечает, что от колокола «и начася Великий Новград; таково же изволение не бысть на них ни от которых великих князей, ни от ыного кого». Автор Мазуринского летописца подчёркивает символичность увоза новгородского вечевого колокола, поскольку с технической точки зрения для созыва народа на вече можно было использовать и любой другой колокол, но с символической точки зрения этот акт означал окончательное порабощения вольного города Москвой и конец новгородских вольностей. Несмотря на увоз колокола из города, именно после этого события, в XVI веке, вечевой колокол стал считаться символом новгородского веча. Проведя анализ всех восьми томов Лицевого летописного свода конца XVI века, Анна Бондаренко обнаружила 14 рисунков с изображением новгородского веча и колокола как его символа, но при этом только в четырёх случаях в сопроводительном тексте говорится о колокольном звоне. Вместе с тем Павел Лукин предостерегает от использования Лицевого летописного свода в качестве авторитетного источника по данному вопросу, поскольку он был составлен лишь в 1560—1570-х годах, и его авторы, по всей видимости, имели достаточно смутное представление по данному вопросу.
Последнее летописное упоминание о вечевом колоколе относится к Пскову и датируется 1510 годом — в этот год он был вывезен великим князем Василием III в Москву. Об этом событии сообщают многочисленные летописные источники, среди которых Новгородская вторая летопись, Летописный свод 1518 года и Никоновская летопись. В этом случае, так же как и в примере Новгорода, источники сообщают о символизме данного события. Согласно им, великий князь прибыл в уже потерявший всякую независимость Новгород и оттуда отправил послов в сохранявший определённую автономность Псков, повелев им передать горожанам, что «колокол бы вечной свесити, а вперед вечу не быти, а быти на Пскове двемя наместником, а по пригородам псковским быти наместником же». Только после того, как псковитяне выполнили данное распоряжение в знак своей покорности, великий князь лично прибыл в город.
После перевоза как новгородского, так и псковского вечевых колоколов в Москву оба они были, подобно тверскому колоколу, помещены на церковь «иже под колоколы» Иоанна Лествичника в Московском Кремле. Об их дальнейшей судьбе летописные источники ничего не сообщают, но Анна Бондаренко предполагает, что они были переплавлены в XVI или в XVII веке.

## Использование

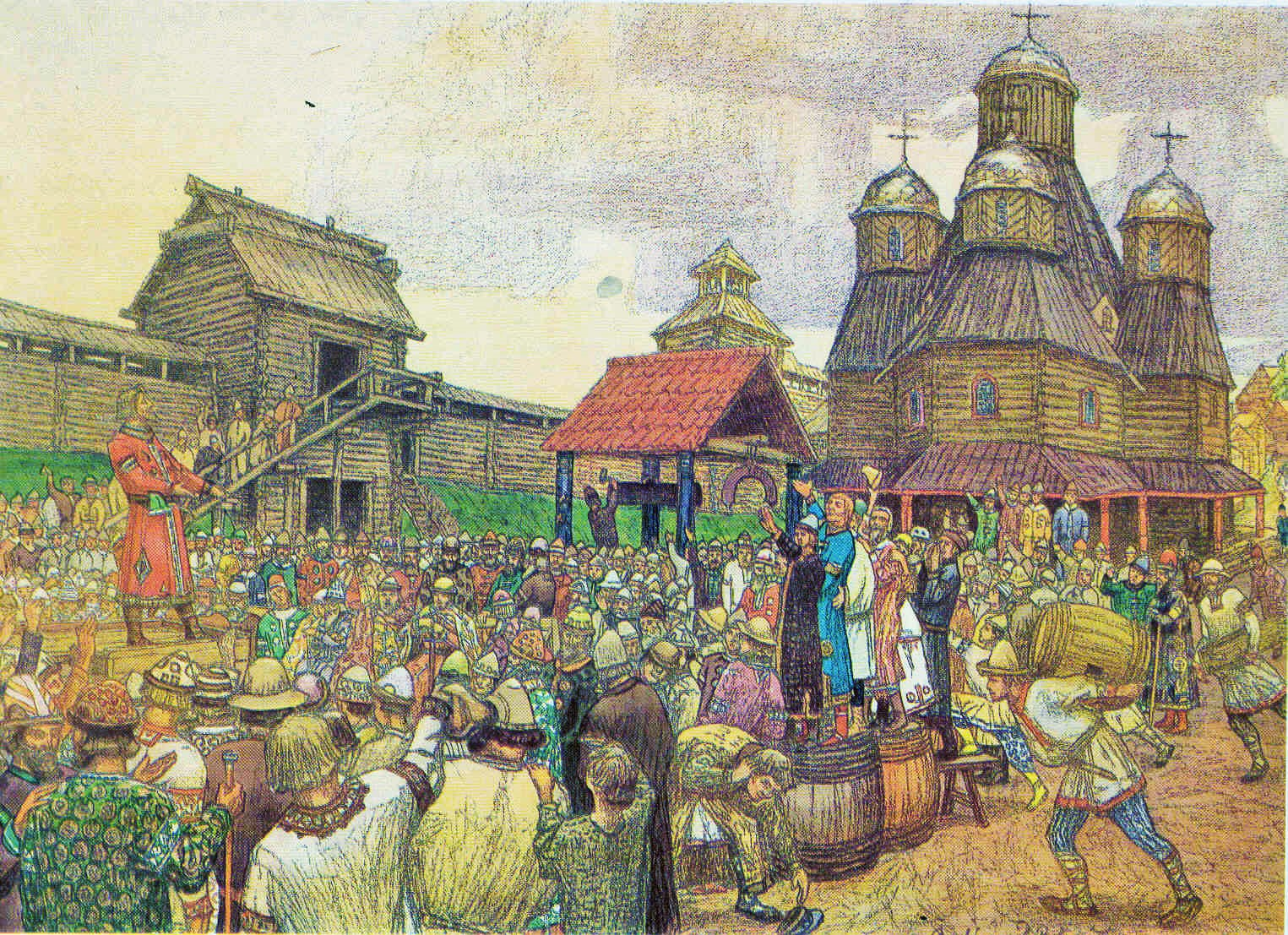
Аполлинарий Васнецов. Вече. 1908—1909

Вечевой колокол не только в народном сознании, но и в науке стал считаться непременным атрибутом веча. Ещё в 1761 году Герхард Фридрих Миллер писал, что «Великой набатной колокол, называемой Вечной, почитался защитою города и явным свидетельством народной вольности […] Как скоро в оной ударят, то всякой шёл на большую площадь». Вместе с тем ни один из источников явно не говорит о том, что вечевой колокол был единственным способом созыва народа. Более того — ещё в XIX веке некоторые исследователи (такие как Василий Иванович Сергеевич, Михаил Флегонтович Владимирский-Буданов или Михаил Александрович Дьяконов) отмечали, что созыв народа на вече мог происходить минимум двумя способами: путём рассылки «биричей» (глашатаев) или путём ударов в колокол.
О местонахождении вечевого колокола также мало информации. В Первой псковской летописи есть упоминание о том, что Корсунский или малый «вечник» «что на сѣни в него звонили, как вечье было». Исследовательница средневековой топографии Пскова Инга Лабутина сделала предположение, что малый вечевой колокол относился к городскому Троицкому собору, то есть для него могло быть выстроено особое открытое помещение либо соединявшееся с собором, либо отдельно стоящее. Исследуя псковское вече, Александр Иванович Никитский отмечал, что вече созывалось вблизи Троицкого собора в так называемой Довмонтовской стене и при этом созывалось звоном одного из колоколов собора, не уточняя при этом особого месторасположения колокола. То есть можно предположить и то, что вечевой колокол, как и все прочие колокола, располагался на соборной колокольне. Также Никитский сообщал, что вечевой звон отличался от обыкновенного церковного, так как били при этом «в один край колокола», что напоминало набатный звон.

## Вечевые колокола в других странах
Михаил Николаевич Тихомиров, Михаил Фёдорович Мурьянов и вслед за ними Анна Фёдоровна Бондаренко отмечали параллели между вечевыми колоколами русских городов и колоколами некоторых южнославянских городов, таких как Котор, Дубровник и Раб. Сербский историк Станое Станоевич писал, что подобный обычай существовал в Которе с 1186 года, а Мурьяновым был обнаружен средневековый пергаментный латинский миссал XIII века, позволявший датировать звон вечевого колокола 1124 годом, причём он уже упоминался в рукописи как «традиционный». По Стоевичу, имеется документальное свидетельство вечевого звона в Дубровнике, относящееся к 1190 году. Подобные параллели, касающиеся созыва народных собраний при помощи колокольного звона, обнаруживаются также и в некоторых городах Скандинавии. По мнению Анны Бондаренко, всё это позволяет говорить о наличии общеевропейской традиции самоуправления, но вряд ли может служить обоснованием заимствования русскими данного использования колокола.